# Kéo co tại Thế vận hội Mùa hè 1920
Nội dung kéo co tại Thế vận hội Mùa hè 1920 diễn ra từ 17 tháng 8 năm 1920 đến 18 tháng 8 năm 1920. Tất cả huy chương được quyết định bằng hệ thống Bergvall.

## Bảng tổng sắp huy chương
| Vàng | Bạc | Đồng |
| Anh Quốc (GBR) · George Canning · Frederick Humphreys · Frederick Holmes · Edwin Mills · John Sewell · John James Shepherd · Harry Stiff · Ernest Thorn | Hà Lan (NED) · Wilhelmus Bekkers · Johannes Hengeveld · Sijtse Jansma · Henk Janssen · Antonius van Loon · Willem van Loon · Marinus van Rekum · Willem van Rekum | Bỉ (BEL) · Édouard Bourguignon · Alphonse Ducatillon · Rémy Maertens · Christin Piek · Henri Pintens · Charles Van den Broeck · François Van Hoorenbeek · Gustave Wuyts |

## Quốc gia tham dự
Có tổng cộng 40(*) vận động viên kéo co từ 5 quốc gia thi đấu ở Đại hội thể thao Antwerp:
- Bỉ (8)
- Anh Quốc (8)
- Ý (8)
- Hà Lan (8)
- Hoa Kỳ (8)

(*) Ghi chú: Chỉ có các vận động viên thi đấu ít nhất ở một lượt mới được tính.
Có thêm 2 vận động viên Ý dự bị.

## Kết quả
| Thứ hạng | Quốc gia |
| -------- | --- |
| 1        | Anh Quốc (GBR) |
| 2        | Hà Lan (NED) |
| 3        | Bỉ (BEL) |
| 4        | Hoa Kỳ (USA)Charlton Brosius · Stephen Fields · Sylvester Granrose · Lloyd Kelsey · Joseph Kszyczewiski · William Penn · Joseph Rond · Joseph Winston                               |
| 5        | Ý (ITA)Adriano Arnoldo · Silvio Calzolari · Romolo Carpi · Giovanni Forno · Rodolfo Rambozzi · Carlo Schiappapietra · Giuseppe Tonani · Amedeo ZottiCesare Cogliolo · Pietro Scasso |

### Vòng huy chương vàng
|  | Tứ kết         | Tứ kết         | Tứ kết |  |  | Bán kết        | Bán kết        | Bán kết      |              |   | Chung kết      | Chung kết      | Chung kết |  |
|  |                |                |        |  |  |                |                |              |              |   |                |                |           |  |
|  | Anh Quốc (GBR) | Anh Quốc (GBR) | 2      |  |  |                |                |              |              |   |                |                |           |  |
|  | Hoa Kỳ (USA)   | Hoa Kỳ (USA)   | 0      |  |  | Anh Quốc (GBR) | Anh Quốc (GBR) | 2            |              |   |                |                |           |  |
|  |                |                |        |  |  | Bỉ (BEL)       | Bỉ (BEL)       | 0            |              |   |                |                |           |  |
|  |                |                |        |  |  |                |                |              |              |   | Anh Quốc (GBR) | Anh Quốc (GBR) | 2         |  |
|  |                |                |        |  |  |                |                | Hà Lan (NED) | Hà Lan (NED) | 0 |                |                |           |  |
|  |                |                |        |  |  | Hà Lan (NED)   | Hà Lan (NED)   | 2            |              |   |                |                |           |  |
|  |                |                |        |  |  | Ý (ITA)        | Ý (ITA)        | 0            |              |   |                |                |           |  |

### Vòng huy chương bạc
|  | Bán kết      | Bán kết      | Bán kết |  |  | Chung kết    | Chung kết    | Chung kết |  |
|  |              |              |         |  |  |              |              |           |  |
|  | Bỉ (BEL)     | Bỉ (BEL)     | 2       |  |  |              |              |           |  |
|  | Hoa Kỳ (USA) | Hoa Kỳ (USA) | 0       |  |  | Bỉ (BEL)     | Bỉ (BEL)     | 0         |  |
|  |              |              |         |  |  | Hà Lan (NED) | Hà Lan (NED) | 2         |  |

### Vòng huy chương đồng
|  | Bán kết      | Bán kết      | Bán kết |  |  | Chung kết    | Chung kết    | Chung kết |  |
|  |              |              |         |  |  |              |              |           |  |
|  | Hoa Kỳ (USA) | Hoa Kỳ (USA) | 2       |  |  |              |              |           |  |
|  | Ý (ITA)      | Ý (ITA)      | 0       |  |  | Hoa Kỳ (USA) | Hoa Kỳ (USA) | 0         |  |
|  |              |              |         |  |  | Bỉ (BEL)     | Bỉ (BEL)     | 2         |  |